# Pelina biloba
Pelina biloba är en tvåvingeart som beskrevs av Clausen 1973. Pelina biloba ingår i släktet Pelina och familjen vattenflugor. Inga underarter finns listade i Catalogue of Life.